# Petrichus junior
Petrichus junior là một loài nhện trong họ Philodromidae.
Loài này thuộc chi Petrichus. Petrichus junior được Hercule Nicolet miêu tả năm 1849.